# Resist (альбом Kosheen)
Resist (рус. Сопротивление) — дебютный альбом английского drum'n'bass — трио Kosheen из Бристоля, был официально выпущен в странах Бенилюкса как «Benelux Limited Edition» 25 июня 2001 года лейблом Moksha Records. Английская версия сборника была выпущена лишь в сентябре того же года лейблом Sony BMG. Также, в 2003 году была выпущена специальная версия альбома для японского рынка.
BBC использовал музыку сингла «Catch» с альбома в трейлерах к первому сезону телесериала «24 часа».

## Список композиций

### Benelux limited edition
1. «Demonstrate»
2. «Hide U»
3. «Catch»
4. «Cover»
5. «Harder»
6. «Slip & Slide»
7. «Empty Skies»
8. «I Want It All»
9. «Resist»
10. «Repeat to Fade»
11. «Hungry»
12. «Face in a Crowd»
13. «Pride»
14. «Cruelty»
15. «Let Go»
16. «Playing Games»
17. «Gone»

### UK 2x vinyl LP
1. «Demonstrate»
2. «Hide U»
3. «Catch»
4. «Cover»
5. «Harder»
6. «Slip & Slide»
7. «Empty Skies»
8. «I Want It All»
9. «Resist»
10. «Hungry»
11. «Face in a Crowd»
12. «Pride»
13. «Cruelty»
14. «Let Go»
15. «Gone»

### UK Enhanced CD
1. «Demonstrate» — 0:26
2. «Hide U» — 4:12
3. «Catch» — 3:21
4. «Cover» — 3:48
5. «Harder» — 4:17
6. «(Slip & Slide) Suicide» — 3:34
7. «Empty Skies» — 4:11
8. «I Want It All» — 5:05
9. «Resist» — 4:45
10. «Hungry» — 5:25
11. «Face in a Crowd» — 3:42
12. «Pride» — 4:01
13. «Cruelty» — 4:05
14. «Let Go» — 4:19
15. «Gone» — 3:37
16. «Hide U — John Creamer & Stephane K Remix Radio Edit» — 3:37
17. «Hide U» (Enhanced Video) — 3:37